# Topola (ballada)
Topola (oryg. ukr. Тополя) – ballada Tarasa Szewczenki napisana w 1839 i opublikowana w tomie Kobziarz. Po raz drugi ballada ukazała się drukiem w 1860 w wersji poprawionej przez poetę. 

## Treść
Balladę otwiera opis samotnej, rosnącej na stepie ukraińskim topoli schylanej do ziemi przez podmuchy wiatru. Następnie podmiot liryczny przechodzi do opisania jej historii. Wiele lat wcześniej młoda dziewczyna zakochała się w Kozaku, który udał się na wyprawę i nie wrócił. Samotna dziewczyna zaczęła niedomagać, tymczasem jej matka planowała wydanie jej za mąż za bogatego, ale znacznie starszego mężczyznę, mimo jej protestów. Wówczas dziewczyna udała się do ludowej wróżki, która dała jej flaszkę czarodziejskiego ziela. Miało ono przywrócić jej urodę i sprawić, że Kozak - o ile żyje - wróci do niej. Po wypiciu ziela dziewczyna zmieniła się w topolę rosnącą samotnie na stepie. 

## Cechy utworu
Topola jest jedną z ballad napisanych przez Szewczenkę we wczesnej fazie twórczości, gdy autor pozostawał pod silnym wpływem romantyzmu polskiego i rosyjskiego. Podobnie jak powstałe w tym samym okresie Urzeczona i Topielica, Topola stanowi zestawienie stałych elementów gatunkowych ballady z cechami charakterystycznymi dla ludowej tradycji ukraińskiej. Typowo romantyczne fragmenty - wątek miłosny, działanie sił nadprzyrodzonych i czarów - zostają w utworze połączone z opisem typowego dla rodzinnych stron Szewczenki stepowego krajobrazu. Podobnie jak w innych młodzieńczych wierszach poety, otwierający balladę opis krajobrazu kreuje całą atmosferę dzieła. Z kolei motyw przemiany rozpaczającej dziewczyny w drzewo był znany Szewczence prawdopodobnie z poezji rosyjskiej; Topola jest kolejnym w twórczości tego autora utworem poświęconym losom młodej kobiety pozostawionej przez ukochanego i ponoszącej z tego powodu śmierć. 
Topola była tłumaczona na język polski przez Władysława Syrokomlę, Antoniego Gorzałczyńskiego, Stanisława Grudzińskiego oraz Bohdana Łepkiego. 